# Stenomacrus kincaidi
Stenomacrus kincaidi är en stekelart som först beskrevs av William Harris Ashmead 1902.  Stenomacrus kincaidi ingår i släktet Stenomacrus och familjen brokparasitsteklar. Inga underarter finns listade i Catalogue of Life.